# Esquilinen

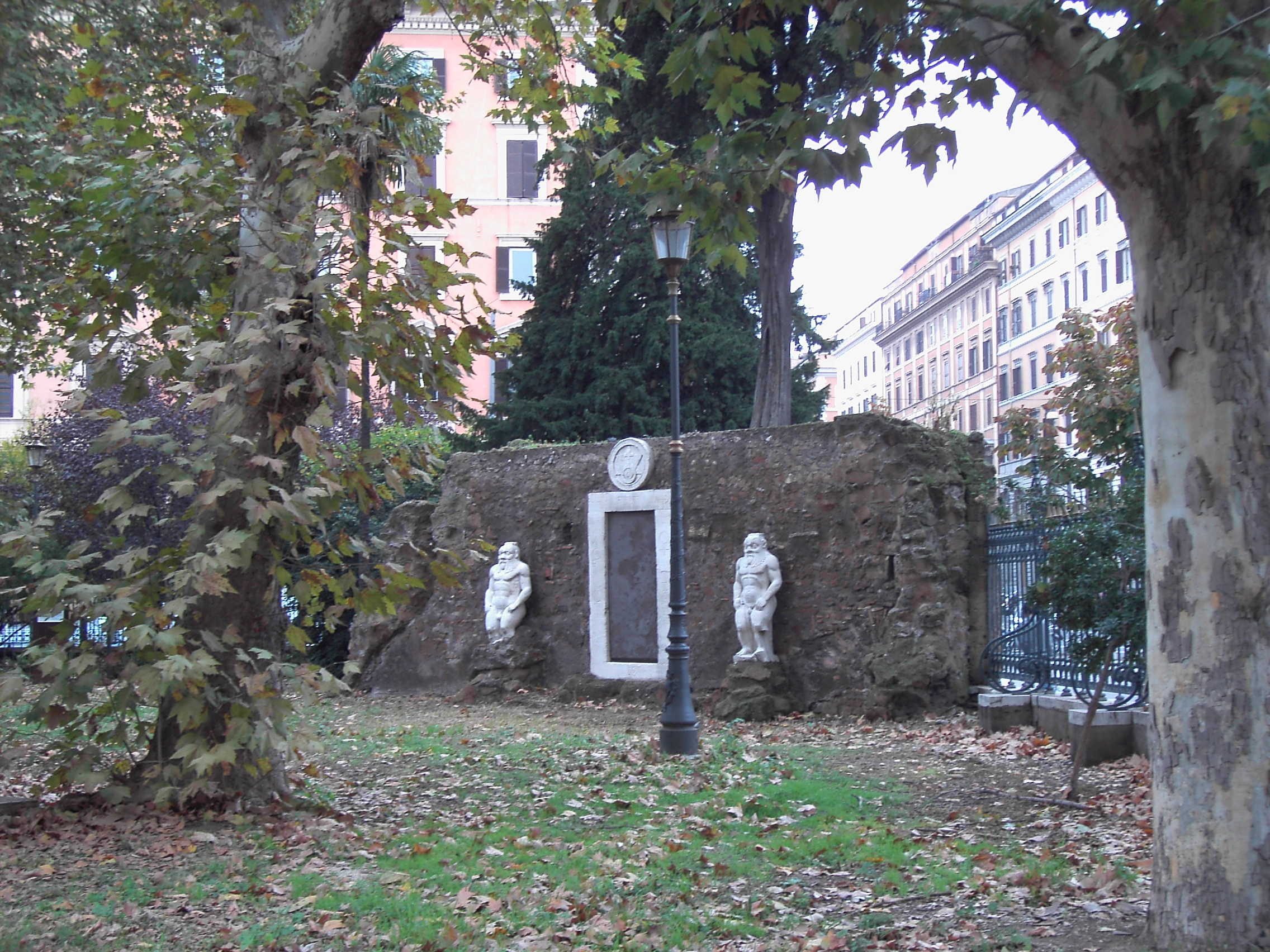
Den så kallade Porta Magica på Piazza Vittorio Emanuele II på Esquilinen.

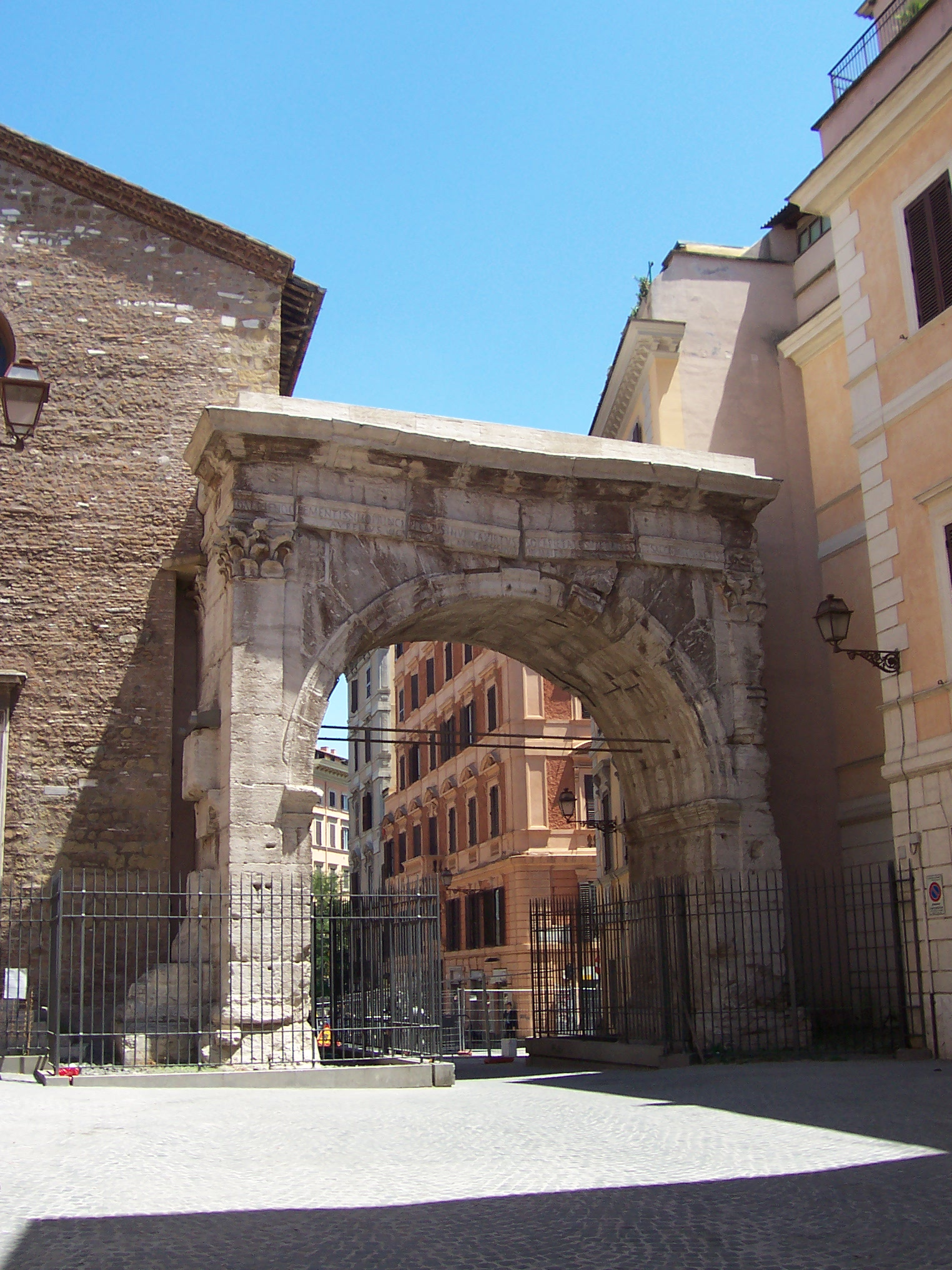
Gallienusbågen (till vänster kyrkan Santi Vito e Modesto).

Schematisk karta över Roms sju kullar.

Esquilinen (latin: Mons Esquilinus, italienska: Esquilino) är en av Roms sju kullar. En av de främsta sevärdheterna är basilikan Santa Maria Maggiore.

## Beskrivning
Esquilinens har två kända höjdsträckningar, Oppius (italienska Oppio) och Cispius (italienska Cispio). Oppius består till stor del av en park med resterna av Trajanus termer. Cispius främsta byggnad är basilikan Santa Maria Maggiore. Mellan dem ligger en mindre kulle, Fagutal (latin Mons Fagutalis).
På den stora Piazza Vittorio Emanuele II finns den så kallade Porta Magica (italienska ’den magiska porten’), även benämnd Porta Alchemica. Den igensatta porten är det enda som återstår av Villa Palombara, uppförd i mitten av 1600-talet av markisen Massimiliano Palombara. Markisen, som var särskilt intresserad av esoteriska vetenskaper, stödde flera alkemister i Rom. Porten antas vara ingången till villans alkemiska laboratorium.

## Gallienusbågen
Gallienusbågen är det som återstår av Porta Esquilina, en av Roms antika stadsportar. Bågen utgjorde ursprungligen en del av den serviska muren, uppförd av Servius Tullius på 500-talet f.Kr. Kejsar Augustus lät utsmycka bågen, och på 260-talet e.Kr. dedicerades den åt kejsar Gallienus.

### Inskription
|                                       |                                                                         |
| GALLIENO CLEMENTISSIMO PRINCIPI       | Till Gallienus, den mildaste princeps,                                  |
| CVIVS INVICTA VIRTVS SOLA PIETATE     | vars enastående dådkraft endast överträffas                             |
| SVPERACTA EST ET SALONONAE            | av hans pliktkänsla, och till Salonina,                                 |
| SANCTISSIMAE AVGVSTAE AVRELIVS        | högvördigaste augusta, Aurelius                                         |
| VICTOR V[ir] E[gregius] DICATTISSIMVS | Victor, den förnäme mannen, [tillägnade detta] i fullkomlig hängivenhet |
| NVMINI MAIESTATISQVE EORVM            | inför deras makt och majestät                                           |

## Kyrkor i urval
- Sant'Alfonso all'Esquilino
- Sant'Antonio Abate all'Esquilino
- Sant'Antonio da Padova all'Esquilino
- Santa Bibiana
- Santa Croce in Gerusalemme
- Sant'Elena
- Sant'Eusebio
- San Lorenzo in Palatio ad Sancta Sanctorum
- Santa Lucia in Selci
- Oratorio di Santa Margherita
- San Martino ai Monti
- Santa Maria Addolorata all'Esquilino
- Santa Maria del Buon Aiuto nell'Anfiteatro Castrense
- Santa Maria Immacolata della Concezione
- Santa Maria Immacolata all'Esquilino
- Santa Maria Maggiore
- San Pietro in Vincoli
- Santa Prassede
- Oratorio del Santissimo Sacramento al Laterano
- Santi Vito e Modesto

### Webbkällor
- The Magic Door